# Russia Open 2011
Die Russia Open 2011 im Badminton fanden vom 28. Juni bis 3. Juli 2011 in Wladiwostok statt. Das Preisgeld betrug 50.000 US-Dollar.

## Austragungsort
- Sports Hall Olympic, Wladiwostok

## Finalergebnisse
| Disziplin    | Sieger                                 | Finalist                           | Ergebnis            |
| ------------ | -------------------------------------- | ---------------------------------- | ------------------- |
| Herreneinzel | Zhou Wenlong                           | Tian Houwei                        | 21–18, 21–15        |
| Dameneinzel  | Lu Lan                                 | Chen Xiaojia                       | 20–22, 21–15, 23–21 |
| Herrendoppel | Naoki Kawamae / Shoji Sato             | Hiroyuki Endo / Kenichi Hayakawa   | 21–18, 21–17        |
| Damendoppel  | Valeria Sorokina / Nina Vislova        | Misaki Matsutomo / Ayaka Takahashi | 22–20, 21–18        |
| Mixed        | Alexandr Nikolaenko / Valeria Sorokina | Shintaro Ikeda / Reiko Shiota      | 21–18, 21–14        |